# Patrick Fabian
Patrick Fabian (nacido el 7 de diciembre de 1964) es un actor de cine, televisión y teatro estadounidense. Es conocido por sus frecuentes papeles como invitado en series de televisión, así como por la película El último exorcismo, y por su papel de Howard Hamlin en Better Call Saul.

## Vida y carrera
Fabian nació en Pittsburgh, y se crio en New Cumberland, en el centro del estado de Pensilvania. Su padre trabajó para el programa de préstamos estudiantiles de Pensilvania. Asistió a la Universidad Estatal de Pensilvania y se graduó en Interpretación. Se mudó a California donde adquirió su máster en la Universidad Estatal de California, Long Beach.
Uno de los papeles más prominentes de Fabian fue como el profesor Jeremiah Lasky en la serie de la NBC Saved by the Bellː The College Years (1993–94). Fue parte del elenco principal en la serie de televisión de corta duración Valentine (2008–09) y Working Class (2011). También tuvo papeles recurrentes en Joan de Arcadia, Veronica Mars, Gigantic, y Big Love. Fabian ha aparecido en un gran número de películas, incluyendo El Último Exorcismo, y ha tenido un gran número de apariciones en series de televisión incluyendo Will & Grace y Friends. Más recientemente, Fabian fue escogido para interpretar a Howard Hamlin, un papel principal en la serie de televisión de la AMC, Better Call Saul.
El trabajo de teatro de Fabian en Nueva York incluye Food Chain por Nicky Silver, Humpty Dumpty por Eric Bogosian, Six Degrees of Separation (tour nacional), y, en Los Ángeles, Diva por Howard Gould, y Dinner With Friends por Donald Margulies, así como dos estaciones en LA Shakespeare Festival.

## Filmografía

### Cine
| Año  | Título                     | Papel          | Notas        |
| ---- | -------------------------- | -------------- | ------------ |
| 1997 | 976-WISH                   | William        | Cortometraje |
| 1998 | Mafia!                     | Riverdancer    |              |
| 1998 | Sour Grapes                | Palmer         |              |
| 2004 | Clean                      | Bobby Franklin |              |
| 2004 | Recycling Flo              | Jake           | Cortometraje |
| 2005 | Must Love Dogs             | Donald         |              |
| 2006 | End Game                   | Brian Martin   |              |
| 2009 | Spring Breakdown           | Kevin          |              |
| 2010 | The Last Exorcism          | Cotton Marcus  |              |
| 2010 | The Land of the Astronauts | Russell        |              |
| 2011 | Pig                        | Internist      |              |
| 2012 | Bad Ass                    | Oficial Malark |              |
| 2012 | Tales of Everyday Magic    | Ryan Kilgore   |              |
| 2012 | Atlas Shrugged: Part 2     | James Taggart  |              |
| 2013 | Jimmy                      | Lee Mitchell   |              |
| 2017 | DriverX                    | Leonard Moore  |              |
| 2021 | Send It!                   | Jake Wind      |              |

### Televisión
| Año           | Título                               | Papel                                    | Notas                                                                          |
| ------------- | ------------------------------------ | ---------------------------------------- | ------------------------------------------------------------------------------ |
| 1992          | Bodies of Evidence                   | Scott Easton                             | Episodio: "The Edge"                                                           |
| 1992          | Silk Stalkings                       | Ron Gerschak                             | Episodio: "Bad Blood"                                                          |
| 1993          | For Love and Glory                   | Película para TV                         |                                                                                |
| 1993          | Beverly Hills, 90210                 | Charlie Dixon                            | Episodio: "The Little Fish"                                                    |
| 1993–94       | Saved by the Bell: The College Years | Prof. Jeremiah Lasky                     | Recurrente, 8 episodios                                                        |
| 1994          | Murder, She Wrote                    | Larry Shields                            | Episodio: "Murder of the Month Club"                                           |
| 1995          | University Hospital                  | Kurt Palmer                              | Episodio: "Endings and Beginnings"                                             |
| 1995          | Melrose Place                        | Lowell                                   | Episodio: "To Live and Die in Malibu"                                          |
| 1996          | Boston Common                        | Prof. Jack Reed                          | Episodio: Pilot                                                                |
| 1996          | Townies                              | Danny                                    | Episodio: "Townies"                                                            |
| 1997          | Star Trek: Voyager                   | Taymon                                   | Episodio: "Favorite Son"                                                       |
| 1997          | Weapons of Mass Distraction          | Brandon Joyner                           | Película para TV                                                               |
| 1997          | Millennium                           | Ratfinkovich                             | Episodio: "Jose Chung's Doomsday Defense"                                      |
| 1997          | General Hospital                     | Ted Murty                                |                                                                                |
| 1998          | Xena: Warrior Princess               | Rafe                                     | Episodio: "King Con"                                                           |
| 1998          | Jenny                                | Parker                                   | Episodio: "A Girl's Gotta Come Through in a Clutch"                            |
| 1998          | Timecop                              | Dean Cooke / Eric Cooke                  | Episodio: "Lost Voyage"                                                        |
| 1998          | Friends                              | Dan                                      | Episodio: "The One Hundredth"                                                  |
| 1999          | Wasteland                            | Episodio: "Great Expectations"           |                                                                                |
| 1999          | Cupid                                | Don Quixote                              | Episodio: "Grand Delusions"                                                    |
| 1999          | Two of a Kind                        | Alex Reardon                             | Episodio: "My Boyfriend's Back"                                                |
| 1999          | Dharma & Greg                        | Doug                                     | Episodio: "Looking for the Goodbars"                                           |
| 1999–2000     | Time of Your Life                    | Spencer Halloway                         | Recurring role, 6 episodes                                                     |
| 1999–2002     | Providence                           | Jerry Kaufman                            | Recurrente, 7 episodios                                                        |
| 2000          | Arli'                                | Jacques                                  | Episodio: "Honoring Our Past"                                                  |
| 2000          | FreakyLinks                          | Wayne                                    | Episodio: "Subject: Edith Keeler Must Die"                                     |
| 2001          | The Trouble with Normal              | Eric                                     | Episodio: "Manhattan Transference"                                             |
| 2001          | Rude Awakening                       | Brian                                    | 2 episodios                                                                    |
| 2001          | Nash Bridges                         | Ethan                                    | Episoioe: "Slam Dunk"                                                          |
| 2001          | The Education of Max Bickford        | Josh Howlett                             | Episodio: "Herding Cats"                                                       |
| 2003          | Jack's House                         | Película para TV                         |                                                                                |
| 2003          | Without a Trace                      | Episodio: "The Source"                   |                                                                                |
| 2003          | CSI: Crime Scene Investigation       | Rhone Kinsey-Confer                      | Episodio: "Forever"                                                            |
| 2003          | Just Shoot Me!                       | Martin                                   | Episodio: "A Simple Kiss of Fate"                                              |
| 2003–05       | Joan de Arcadia                      | Gavin Price                              | Recurrente, 16 episodes                                                        |
| 2004          | Crossing Jordan                      | Buddy Holly / Horned Rimmed Glasses      | Episodio: "Is That Plutonium in Your Pocket, or Are You Just Happy to See Me?" |
| 2004          | 24                                   | William Cole                             | 2 episodios                                                                    |
| 2004          | Helter Skelter                       | Jay Sebring                              | Película para TV                                                               |
| 2004          | Summerland                           | Ian Straub                               | Episodio: Pilot                                                                |
| 2004          | North Shore                          | Dr. Burtwhistle                          | Episodio: "Meteor Shower"                                                      |
| 2004          | Medical Investigation                | Gary Riesen                              | Episodio: "Escape"                                                             |
| 2004          | Quintuplets                          | Entrenador Scales                        | Episodio: "Teacher's Pet"                                                      |
| 2004          | Will & Grace                         | Alan                                     | Episodio: "Saving Grace, Again: Part 1"                                        |
| 2004          | Snow                                 | Buck Seger                               | Película para TV                                                               |
| 2005          | Blind Justice                        | Clay Simmons                             | Episodio: "Four Feet Under"                                                    |
| 2005          | Eyes                                 | Doug Taft                                | Episodio: Pilot                                                                |
| 2005          | Everwood                             | Dr. Henry Validor                        | Episodio: "Oh, the Places You'll Go"                                           |
| 2005          | CSI: Miami                           | Ken Gannon                               | Episodio: "Blood in the Water"                                                 |
| 2005          | Reba                                 | Rev. Parks                               | Episodio: "And God Created Van"                                                |
| 2005          | Twitches                             | Thantos                                  | Película para TV                                                               |
| 2006          | Shark                                | Dr. Charlie Bender                       | Episodio: "Dr. Feelbad"                                                        |
| 2006          | Ugly Betty                           | Presentador de TV de moda                | Episodio: "The Lyin', the Watch and the Wardrobe"                              |
| 2006–07       | Veronica Mars                        | Profesor Hank Landry                     | Recurrente, 8 episodios                                                        |
| 2006–07       | Close to Home                        | Mike Bachner / Abogado de la Sra. Veeder | 2 episodios                                                                    |
| 2007          | Pushing Daisies                      | Mark Chase                               | Episodio: "Dummy"                                                              |
| 2007          | Twitches Too                         | Thantos                                  | Película para TV                                                               |
| 2007          | Viva Laughlin                        | Steve                                    | Episodio: Pilot                                                                |
| 2007          | Bones                                | Terry Stinson                            | Episodio: "Boy in the Time Capsule"                                            |
| 2007          | NCIS                                 | Ray Vincent                              | Episodio: "Corporal Punishment"                                                |
| 2007          | Las Vegas                            | Ted Leandros                             | Episodio: "The High Price of Gas"                                              |
| 2008          | Boston Legal                         | Abogado Stanley Gould                    | Episodio: "Mad About You"                                                      |
| 2008          | Burn Notice                          | Zeke                                     | Episodio: "Trust Me"                                                           |
| 2008          | The Cleaner                          | Tom D'Agostino                           | Episodio: "Rebecca"                                                            |
| 2008          | Snow 2: Brain Freeze                 | Buck Seger                               | Película para TV                                                               |
| 2008–09       | Valentine                            | Ray Howard/Hephaestus                    | Principal, 8 episodios                                                         |
| 2009          | Life                                 | Dr. Stanton                              | Episodio: "Mirror Ball"                                                        |
| 2009          | The Mentalist                        | Rand Faulk                               | Episodio: "Carnelian, Inc."                                                    |
| 2009          | According to Jim                     | Daniel                                   | Episodio: "The Yoga Bear"                                                      |
| 2009          | Drop Dead Diva                       | Kevin Hanson                             | Episodio: "The Dress"                                                          |
| 2009          | Crash                                | Jonas Dixon                              | 2 episodios                                                                    |
| 2009–10       | Big Love                             | Ted Price                                | Recurrente, 10 episodios                                                       |
| 2010          | The Deep End                         | Abogado                                  | Episodio: Pilot                                                                |
| 2010          | Rizzoli & Isles                      | Nate                                     | Episodio: "Boston Strangler Redux"                                             |
| 2010          | Svetlana                             | Pastor                                   | Episodio: "You're Svencome"                                                    |
| 2010          | CSI: NY                              | Charles Richmore                         | Episodio: "Shop Till You Drop"                                                 |
| 2010–11       | Gigantic                             | John Moore                               | Recurrente, 13 episodios                                                       |
| 2011          | Working Class                        | Rob Parker                               | Principal, 8 episodios                                                         |
| 2011          | Hot in Cleveland                     | Richard                                  | Episodio: "Unseparated at Birthdates"                                          |
| 2011          | Private Practice                     | Robert Weston                            | Episodio: "Breaking the Rules"                                                 |
| 2012          | Desperate Housewives                 | Frank                                    | 2 episodios                                                                    |
| 2012          | Hawaii Five-0                        | Tony Denis                               | Episodio: "Kupale"                                                             |
| 2012          | The Finder                           | CEO Anderson                             | Episodio: "Little Green Men"                                                   |
| 2012–13       | The Newsroom                         | Tony Hart                                | 2 episodios                                                                    |
| 2012          | Criminal Minds                       | Barry Flynn                              | Episodio: "Magnificent Light"                                                  |
| 2013          | The Good Mother                      | Scott                                    | Película para TV                                                               |
| 2013          | Scandal                              | Senador Meyers                           | Episod: "Say Hello to My Little Friend"                                        |
| 2014          | Cloud 9                              | Richard Morgan                           | Película para TV                                                               |
| 2014          | Franklin & Bash                      | Paul Levy                                | Episodio: "Deep Throat"                                                        |
| 2014          | Grey's Anatomy                       | Dr. Oliver Lebackes                      | Episodio: "You Be Illin'"                                                      |
| 2015–2022     | Better Call Saul                     | Howard Hamlin                            | Personaje principal                                                            |
| 2015          | Scorpion                             | Capitán Stephen Caine                    | Episodio: "Love Boat"                                                          |
| 2016          | Grimm                                | Dr. Eugene Forbes                        | Episodio: "Skin Deep"                                                          |
| 2017          | Agents of S.H.I.E.L.D.               | Senador Gaius Ponarian                   | Episodio: "Funn & Games"                                                       |
| 2019–presente | Special                              | Phil                                     | Personaje principal                                                            |